# Maria Montessori
Maria Montessori (31 tháng 8 năm 1870 – 6 tháng 5 năm 1952) là nhà trị liệu đồng thời là nhà giáo dục người Ý. Bà nổi tiếng vì phương pháp giáo dục Montessori mang tên bà. Phương pháp của bà ngày nay được sử dụng phổ biến trên toàn thế giới.

## Phương pháp giáo dục
Montessori chia sự phát triển của con người ra làm bốn giai đoạn, từ lúc mới sinh đến 6 tuổi, từ 6 -12 tuổi, từ 12-18 tuổi và từ 18-24 tuổi. Mỗi giai đoạn có những đặc trưng không giống nhau và tương ứng là các phương pháp tiếp cận giáo dục khác nhau cho từng giai đoạn

## Sách
- (1909) Il Metodo della Pedagogia Scientifica applicato all'educazione infantile nelle Case dei Bambini (tiếng Ý)
- (1910) Antropologia Pedagogica (tiếng Ý)
- (1914) Dr. Montessori's Own Handbook (tiếng Anh)
- (1916) L'autoeducazione nelle scuole elementari (tiếng Ý)
- (1922) I bambini viventi nella Chiesa (tiếng Ý)
- (1923) Das Kind in der Familie (tiếng Đức)
- (1934) Psico Geométria (tiếng Tây Ban Nha)
- (1934) Psico Aritmética (tiếng Ý)
- (1936) L'Enfant(tiếng Pháp)
- (1948) De l'enfant à l'adolescent
- (1949) Educazione e pace (tiếng Ý)
- (1949) Formazione dell'uomo (tiếng Ý)
- (1949) The Absorbent Mind (tiếng Anh)
- (1947) Education for a New World (tiếng Anh)
- (1947) To Educate the Human Potential (tiếng Anh)

Bốn cuốn sách của bà đã được dịch sang tiếng Việt: Trẻ thơ trong gia đình, Dạy con trước tuổi lên 3 - Phương pháp giáo dục của Montessori, Sổ tay giáo dục trẻ em và Giúp con tự học.